# Wereldkampioenschappen synchroonzwemmen 1986 – Solo vrouwen
De solo vrouwen tijdens de wereldkampioenschappen synchroonzwemmen 1986 vond plaats in Madrid, Spanje.
In totaal 159 deelnemers deden mee aan een voorronde met een technische routine. De beste vierentwintig deelnemers deden vervolgens een figur kür, waarbij slechts één deelnemer per land aan deze fase mocht deelnemen. De beste acht deelnemers van de voorronde namen deel aan de kwalificatie, waarnaar de beste acht zich kwalificeerde voor de finale.

## Uitslag
De eerste acht solisten, hier aangegeven met groen, gingen door naar de finale.
| Rang   | Naam                    | Land                   | Voorronde | Voorronde | Kwalificatie  | Kwalificatie  | Finale        | Finale        |
| Rang   | Naam                    | Land                   | Punten    | Rang      | Punten        | Rang          | Punten        | Rang          |
| ------ | ----------------------- | ---------------------- | --------- | --------- | ------------- | ------------- | ------------- | ------------- |
| Goud   | Carolyn Waldo           | Canada                 | 100,8330  | 1         | 198,8330      | 1             | 200,0330      | 1             |
| Zilver | Sarah Josephson         | Verenigde Staten       | 97,5670   | 2         | 193,1670      | 2             | 194,9670      | 2             |
| Brons  | Muriel Hermine          | Frankrijk              | 89,6500   | 17        | 184,8500      | 3             | 186,2500      | 3             |
| 4      | Meiko Tanaka            | Japan                  | 88,5000   | 25        | 182,7000      | 4             | 183,9000      | 4             |
| 5      | Alexandra Worisch       | Oostenrijk             | 86,1330   | 33        | 178,1330      | 5             | 180,1330      | 5             |
| 6      | Mariella van der Heijde | Nederland              | 88,5830   | 24        | 177,7830      | 6             | 179,5830      | 6             |
| 7      | Karin Singer            | Zwitserland            | 85,3000   | 35        | 177,1000      | 7             | 178,5000      | 7             |
| 8      | Alexandra Dodd          | Verenigd Koninkrijk    | 84,2830   | 39        | 175,6830      | 8             | 176,2830      | 8             |
| 9      | Alfiya Zhanaletdinova   | Sovjet-Unie            | 83,8340   | 41        | 172,0340      | 9             | Uitgeschakeld | Uitgeschakeld |
| 10     | Chemene Sinson          | Barbados               | 81,2500   | 51        | 171,2500      | 10            | Uitgeschakeld | Uitgeschakeld |
| 11     | Ana Amicarella          | Venezuela              | 82,9830   | 46        | 170,1830      | 11            | Uitgeschakeld | Uitgeschakeld |
| 12     | Marie Jacobsson         | Zweden                 | 82,8170   | 47        | 169,4170      | 12            | Uitgeschakeld | Uitgeschakeld |
| 13     | Lourdes Candini         | Mexico                 | 82,1500   | 48        | 169,3500      | 13            | Uitgeschakeld | Uitgeschakeld |
| 14     | Ying Zhang              | China                  | 80,3500   | 59        | 165,7500      | 14            | Uitgeschakeld | Uitgeschakeld |
| 15     | Katie Sadleir           | Nieuw-Zeeland          | 76,3830   | 111       | 163,5830      | 15            | Uitgeschakeld | Uitgeschakeld |
| 16     | Josie Hopkins           | Australië              | 79,9660   | 65        | 163,5660      | 16            | Uitgeschakeld | Uitgeschakeld |
| 17     | Alessandra Ripetti      | Italië                 | 75,6830   | 121       | 163,2830      | 17            | Uitgeschakeld | Uitgeschakeld |
| 18     | Paula Carvalho          | Brazilië               | 78,7000   | 82        | 162,5000      | 18            | Uitgeschakeld | Uitgeschakeld |
| 19     | Ulla Jacobsen           | Denemarken             | 76,6000   | 106       | 162,2000      | 19            | Uitgeschakeld | Uitgeschakeld |
| 20     | Eva Lopez-Morales       | Spanje                 | 75,5660   | 122       | 159,1660      | 20            | Uitgeschakeld | Uitgeschakeld |
| 21     | Ximena Carias           | Dominicaanse Republiek | 75,5330   | 123       | 156,5330      | 21            | Uitgeschakeld | Uitgeschakeld |
| 22     | Dahlia Mokbel           | Egypte                 | 73,6340   | 132       | 155,2340      | 22            | Uitgeschakeld | Uitgeschakeld |
| 23     | Monica P. Berrio        | Colombia               | 75,0330   | 127       | 154,8330      | 23            | Uitgeschakeld | Uitgeschakeld |
| 24     | Roswitha Lopez          | Aruba                  | 65,1830   | 155       | 145,5830      | 24            | Uitgeschakeld | Uitgeschakeld |
| 25     | Kirsten Babb-Sprague    | Verenigde Staten       | 96,0840   | 3         | Uitgeschakeld | Uitgeschakeld | Uitgeschakeld | Uitgeschakeld |
| 26     | Sylvie Frechette        | Canada                 | 95,3660   | 4         | Uitgeschakeld | Uitgeschakeld | Uitgeschakeld | Uitgeschakeld |
| 27     | Michelle Cameron        | Canada                 | 93,7000   | 5         | Uitgeschakeld | Uitgeschakeld | Uitgeschakeld | Uitgeschakeld |
| 28     | Karin Larsen            | Canada                 | 93,5670   | 6         | Uitgeschakeld | Uitgeschakeld | Uitgeschakeld | Uitgeschakeld |
| 29     | Traci Meades            | Canada                 | 93,0500   | 7         | Uitgeschakeld | Uitgeschakeld | Uitgeschakeld | Uitgeschakeld |
| 30     | Karen Josephson         | Verenigde Staten       | 92,8340   | 8         | Uitgeschakeld | Uitgeschakeld | Uitgeschakeld | Uitgeschakeld |
| 31     | Lori Hatch              | Verenigde Staten       | 92,7500   | 9         | Uitgeschakeld | Uitgeschakeld | Uitgeschakeld | Uitgeschakeld |
| 32     | Mary Visniski           | Verenigde Staten       | 92,1170   | 10        | Uitgeschakeld | Uitgeschakeld | Uitgeschakeld | Uitgeschakeld |
| 33     | Marg McBurney           | Canada                 | 91,7500   | 11        | Uitgeschakeld | Uitgeschakeld | Uitgeschakeld | Uitgeschakeld |
| 34     | Chantal Laviolette      | Canada                 | 91,3680   | 12        | Uitgeschakeld | Uitgeschakeld | Uitgeschakeld | Uitgeschakeld |
| 35     | Natalie Audet           | Canada                 | 90,1670   | 13        | Uitgeschakeld | Uitgeschakeld | Uitgeschakeld | Uitgeschakeld |
| 36     | Lisa Riddell            | Verenigde Staten       | 90,0830   | 14        | Uitgeschakeld | Uitgeschakeld | Uitgeschakeld | Uitgeschakeld |
| 37     | Susan Reed              | Verenigde Staten       | 90,0000   | 15        | Uitgeschakeld | Uitgeschakeld | Uitgeschakeld | Uitgeschakeld |
| 38     | [ 1 ]                   | Canada                 | 89,6670   | 16        | Uitgeschakeld | Uitgeschakeld | Uitgeschakeld | Uitgeschakeld |
| 39     | Megumi Ito              | Japan                  | 89,6340   | 18        | Uitgeschakeld | Uitgeschakeld | Uitgeschakeld | Uitgeschakeld |
| 40     | Michelle Svitenko       | Verenigde Staten       | 89,5340   | 19        | Uitgeschakeld | Uitgeschakeld | Uitgeschakeld | Uitgeschakeld |
| 41     | Karen Madsen            | Verenigde Staten       | 89,5330   | 20        | Uitgeschakeld | Uitgeschakeld | Uitgeschakeld | Uitgeschakeld |
| 42     | Missy Morlock           | Canada                 | 89,1500   | 21        | Uitgeschakeld | Uitgeschakeld | Uitgeschakeld | Uitgeschakeld |
| 43     | Margarita Smith         | Verenigde Staten       | 89,0330   | 22        | Uitgeschakeld | Uitgeschakeld | Uitgeschakeld | Uitgeschakeld |
| 44     | Hisako Aoishi           | Japan                  | 88,7170   | 23        | Uitgeschakeld | Uitgeschakeld | Uitgeschakeld | Uitgeschakeld |
| 45     | Emiko Hirata            | Japan                  | 88,1670   | 26        | Uitgeschakeld | Uitgeschakeld | Uitgeschakeld | Uitgeschakeld |
| 46     | Mikako Kotani           | Japan                  | 88,1000   | 27        | Uitgeschakeld | Uitgeschakeld | Uitgeschakeld | Uitgeschakeld |
| 47     | Emiko Goto              | Japan                  | 87,5330   | 28        | Uitgeschakeld | Uitgeschakeld | Uitgeschakeld | Uitgeschakeld |
| 48     | Edith Boss              | Zwitserland            | 86,6840   | 29        | Uitgeschakeld | Uitgeschakeld | Uitgeschakeld | Uitgeschakeld |
| 49     | Yurika Oogane           | Japan                  | 86,5500   | 30        | Uitgeschakeld | Uitgeschakeld | Uitgeschakeld | Uitgeschakeld |
| 49     | Aki Takayama            | Japan                  | 86,5500   | 30        | Uitgeschakeld | Uitgeschakeld | Uitgeschakeld | Uitgeschakeld |
| 51     | Yoko Nakao              | Japan                  | 86.2500   | 32        | Uitgeschakeld | Uitgeschakeld | Uitgeschakeld | Uitgeschakeld |
| 52     | Elana Dolzhenko         | Sovjet-Unie            | 85,8330   | 34        | Uitgeschakeld | Uitgeschakeld | Uitgeschakeld | Uitgeschakeld |
| 53     | Nicola Shearn           | Verenigd Koninkrijk    | 85,2660   | 36        | Uitgeschakeld | Uitgeschakeld | Uitgeschakeld | Uitgeschakeld |
| 54     | Odile Petit             | Frankrijk              | 84,6670   | 37        | Uitgeschakeld | Uitgeschakeld | Uitgeschakeld | Uitgeschakeld |
| 55     | Mariia Tscherniaeva     | Sovjet-Unie            | 84,5670   | 38        | Uitgeschakeld | Uitgeschakeld | Uitgeschakeld | Uitgeschakeld |
| 56     | Tatina Titova           | Sovjet-Unie            | 84,2170   | 40        | Uitgeschakeld | Uitgeschakeld | Uitgeschakeld | Uitgeschakeld |
| 57     | Anne Capron             | Frankrijk              | 83,2340   | 42        | Uitgeschakeld | Uitgeschakeld | Uitgeschakeld | Uitgeschakeld |
| 58     | Vera Artemova           | Sovjet-Unie            | 83,1330   | 43        | Uitgeschakeld | Uitgeschakeld | Uitgeschakeld | Uitgeschakeld |
| 59     | Irina Zhukova           | Sovjet-Unie            | 83,0830   | 44        | Uitgeschakeld | Uitgeschakeld | Uitgeschakeld | Uitgeschakeld |
| 60     | Joanni Janssens         | Nederland              | 83,0170   | 45        | Uitgeschakeld | Uitgeschakeld | Uitgeschakeld | Uitgeschakeld |
| 61     | [ 2 ]                   | Verenigd Koninkrijk    | 81,8670   | 49        | Uitgeschakeld | Uitgeschakeld | Uitgeschakeld | Uitgeschakeld |
| 62     | Marjolijn Philipsen     | Nederland              | 81,3330   | 50        | Uitgeschakeld | Uitgeschakeld | Uitgeschakeld | Uitgeschakeld |
| 63     | Min Tan                 | China                  | 81,2000   | 52        | Uitgeschakeld | Uitgeschakeld | Uitgeschakeld | Uitgeschakeld |
| 64     | Karine Schuler          | Frankrijk              | 81,1170   | 53        | Uitgeschakeld | Uitgeschakeld | Uitgeschakeld | Uitgeschakeld |
| 65     | Maria Martinez          | Colombia               | 80,9830   | 54        | Uitgeschakeld | Uitgeschakeld | Uitgeschakeld | Uitgeschakeld |
| 66     | Maria Elena Giusti      | Venezuela              | 80,5330   | 55        | Uitgeschakeld | Uitgeschakeld | Uitgeschakeld | Uitgeschakeld |
| 67     | Susana Candini          | Mexico                 | 80,3840   | 56        | Uitgeschakeld | Uitgeschakeld | Uitgeschakeld | Uitgeschakeld |
| 68     | Veronica Rodriguez      | Mexico                 | 80,3670   | 57        | Uitgeschakeld | Uitgeschakeld | Uitgeschakeld | Uitgeschakeld |
| 69     | Daniela Giovanoli       | Zwitserland            | 80,3660   | 58        | Uitgeschakeld | Uitgeschakeld | Uitgeschakeld | Uitgeschakeld |
| 70     | Olga Belaya             | Sovjet-Unie            | 80,3500   | 59        | Uitgeschakeld | Uitgeschakeld | Uitgeschakeld | Uitgeschakeld |
| 71     | Manoiem van Kolck       | Nederland              | 80,2000   | 61        | Uitgeschakeld | Uitgeschakeld | Uitgeschakeld | Uitgeschakeld |
| 72     | Nikki Batchelor         | Verenigd Koninkrijk    | 80,1660   | 62        | Uitgeschakeld | Uitgeschakeld | Uitgeschakeld | Uitgeschakeld |
| 73     | Annie Lignot            | Frankrijk              | 80,0330   | 63        | Uitgeschakeld | Uitgeschakeld | Uitgeschakeld | Uitgeschakeld |
| 74     | Monica Eggs             | Zwitserland            | 80,0000   | 64        | Uitgeschakeld | Uitgeschakeld | Uitgeschakeld | Uitgeschakeld |
| 75     | Liliana Terrijos        | Mexico                 | 79,9330   | 66        | Uitgeschakeld | Uitgeschakeld | Uitgeschakeld | Uitgeschakeld |
| 75     | Sylvie Moisson-Neuville | Frankrijk              | 79,9330   | 66        | Uitgeschakeld | Uitgeschakeld | Uitgeschakeld | Uitgeschakeld |
| 77     | Marianne Aeschbacher    | Frankrijk              | 79,7670   | 68        | Uitgeschakeld | Uitgeschakeld | Uitgeschakeld | Uitgeschakeld |
|        | Marion Jansen           | Nederland              | 79,6500   | 69        | Uitgeschakeld | Uitgeschakeld | Uitgeschakeld | Uitgeschakeld |
| 79     | Yekaterina Lavrik       | Sovjet-Unie            | 79,3670   | 70        | Uitgeschakeld | Uitgeschakeld | Uitgeschakeld | Uitgeschakeld |
| 80     | Miranda Boerboom        | Nederland              | 79,3330   | 71        | Uitgeschakeld | Uitgeschakeld | Uitgeschakeld | Uitgeschakeld |
| 81     | N. Gomez                | Colombia               | 79,3000   | 72        | Uitgeschakeld | Uitgeschakeld | Uitgeschakeld | Uitgeschakeld |
| 82     | Glaudia Muralt          | Zwitserland            | 79,2500   | 73        | Uitgeschakeld | Uitgeschakeld | Uitgeschakeld | Uitgeschakeld |
| 83     | Xi Luo                  | China                  | 79,1330   | 74        | Uitgeschakeld | Uitgeschakeld | Uitgeschakeld | Uitgeschakeld |
| 84     | Mara Pastore            | Italië                 | 79,1170   | 75        | Uitgeschakeld | Uitgeschakeld | Uitgeschakeld | Uitgeschakeld |
| 85     | Claudia Peczinka        | Zwitserland            | 79,0670   | 76        | Uitgeschakeld | Uitgeschakeld | Uitgeschakeld | Uitgeschakeld |
| 86     | Yelena Dashina          | Sovjet-Unie            | 78,9830   | 77        | Uitgeschakeld | Uitgeschakeld | Uitgeschakeld | Uitgeschakeld |
| 87     | Gabriella Carrasquedo   | Mexico                 | 78,9670   | 78        | Uitgeschakeld | Uitgeschakeld | Uitgeschakeld | Uitgeschakeld |
| 88     | Eva Riera               | Brazilië               | 78,8670   | 79        | Uitgeschakeld | Uitgeschakeld | Uitgeschakeld | Uitgeschakeld |
| 89     | Donna Rankin            | Australië              | 78,7670   | 80        | Uitgeschakeld | Uitgeschakeld | Uitgeschakeld | Uitgeschakeld |
| 90     | Barbara Smit            | Nederland              | 78,7500   | 81        | Uitgeschakeld | Uitgeschakeld | Uitgeschakeld | Uitgeschakeld |
| 91     | Judy Garrett            | Verenigd Koninkrijk    | 78,5670   | 83        | Uitgeschakeld | Uitgeschakeld | Uitgeschakeld | Uitgeschakeld |
| 92     | Katia Carrosilva        | Mexico                 | 78,4170   | 84        | Uitgeschakeld | Uitgeschakeld | Uitgeschakeld | Uitgeschakeld |
| 93     | C. Jin                  | China                  | 78,3000   | 85        | Uitgeschakeld | Uitgeschakeld | Uitgeschakeld | Uitgeschakeld |
| 94     | Joanne Seeburg          | Verenigd Koninkrijk    | 78,2330   | 86        | Uitgeschakeld | Uitgeschakeld | Uitgeschakeld | Uitgeschakeld |
| 95     | Sonia Gardenas          | Mexico                 | 78,1500   | 87        | Uitgeschakeld | Uitgeschakeld | Uitgeschakeld | Uitgeschakeld |
| 96     | Berangere Capdevielle   | Frankrijk              | 78,1340   | 88        | Uitgeschakeld | Uitgeschakeld | Uitgeschakeld | Uitgeschakeld |
| 97     | J. Liu                  | China                  | 78,0000   | 89        | Uitgeschakeld | Uitgeschakeld | Uitgeschakeld | Uitgeschakeld |
| 98     | Janeth Hatiuzka         | Colombia               | 77,9500   | 90        | Uitgeschakeld | Uitgeschakeld | Uitgeschakeld | Uitgeschakeld |
| 99     | Monica Adames           | Colombia               | 77,8830   | 91        | Uitgeschakeld | Uitgeschakeld | Uitgeschakeld | Uitgeschakeld |
| 100    | Christina Albuquerque   | Brazilië               | 77,8670   | 92        | Uitgeschakeld | Uitgeschakeld | Uitgeschakeld | Uitgeschakeld |
| 101    | Daniela Jordi           | Zwitserland            | 77,7830   | 93        | Uitgeschakeld | Uitgeschakeld | Uitgeschakeld | Uitgeschakeld |
| 102    | Erika McDavid           | Brazilië               | 77,7330   | 94        | Uitgeschakeld | Uitgeschakeld | Uitgeschakeld | Uitgeschakeld |
| 103    | Laura Luca              | Italië                 | 77,7160   | 95        | Uitgeschakeld | Uitgeschakeld | Uitgeschakeld | Uitgeschakeld |
| 104    | Anita van Paassen       | Nederland              | 77,6670   | 96        | Uitgeschakeld | Uitgeschakeld | Uitgeschakeld | Uitgeschakeld |
| 105    | Lisa Steanes-Cristophe  | Australië              | 77,5500   | 97        | Uitgeschakeld | Uitgeschakeld | Uitgeschakeld | Uitgeschakeld |
| 106    | Georgina Coombs         | Verenigd Koninkrijk    | 77,5170   | 98        | Uitgeschakeld | Uitgeschakeld | Uitgeschakeld | Uitgeschakeld |
| 107    | Nuria Ayala-Mitjavila   | Spanje                 | 77,4670   | 99        | Uitgeschakeld | Uitgeschakeld | Uitgeschakeld | Uitgeschakeld |
| 108    | Sue Gelding             | Verenigd Koninkrijk    | 77,1340   | 100       | Uitgeschakeld | Uitgeschakeld | Uitgeschakeld | Uitgeschakeld |
| 109    | Glaucia Soutinho        | Brazilië               | 77,1000   | 101       | Uitgeschakeld | Uitgeschakeld | Uitgeschakeld | Uitgeschakeld |
| 110    | Y. Li                   | China                  | 77,0670   | 102       | Uitgeschakeld | Uitgeschakeld | Uitgeschakeld | Uitgeschakeld |
| 111    | Paola Celli             | Italië                 | 76,8670   | 103       | Uitgeschakeld | Uitgeschakeld | Uitgeschakeld | Uitgeschakeld |
| 112    | Patrizia Concordia      | Italië                 | 76,8660   | 104       | Uitgeschakeld | Uitgeschakeld | Uitgeschakeld | Uitgeschakeld |
| 113    | Paola Richard           | Italië                 | 76,7170   | 105       | Uitgeschakeld | Uitgeschakeld | Uitgeschakeld | Uitgeschakeld |
| 114    | C. Velasco              | Colombia               | 76,5330   | 107       | Uitgeschakeld | Uitgeschakeld | Uitgeschakeld | Uitgeschakeld |
| 115    | N. Duque                | Colombia               | 76,5170   | 108       | Uitgeschakeld | Uitgeschakeld | Uitgeschakeld | Uitgeschakeld |
| 116    | Adriana Giovanoli       | Zwitserland            | 76,4500   | 109       | Uitgeschakeld | Uitgeschakeld | Uitgeschakeld | Uitgeschakeld |
| 117    | Yan Long                | China                  | 76,4330   | 110       | Uitgeschakeld | Uitgeschakeld | Uitgeschakeld | Uitgeschakeld |
| 118    | Iliana Valdes           | Colombia               | 76,2830   | 112       | Uitgeschakeld | Uitgeschakeld | Uitgeschakeld | Uitgeschakeld |
| 119    | Catherine Hameon        | Frankrijk              | 76,1660   | 113       | Uitgeschakeld | Uitgeschakeld | Uitgeschakeld | Uitgeschakeld |
| 120    | Barbara Mercurio        | Italië                 | 76,0830   | 114       | Uitgeschakeld | Uitgeschakeld | Uitgeschakeld | Uitgeschakeld |
| 121    | Anna Tarres             | Spanje                 | 76,0160   | 115       | Uitgeschakeld | Uitgeschakeld | Uitgeschakeld | Uitgeschakeld |
| 122    | Lisa Raynsford          | Verenigd Koninkrijk    | 75,9670   | 116       | Uitgeschakeld | Uitgeschakeld | Uitgeschakeld | Uitgeschakeld |
| 123    | Christin Jorg-Lippurner | Zwitserland            | 75,8830   | 117       | Uitgeschakeld | Uitgeschakeld | Uitgeschakeld | Uitgeschakeld |
| 124    | Giovanna Burlando       | Italië                 | 75,8330   | 118       | Uitgeschakeld | Uitgeschakeld | Uitgeschakeld | Uitgeschakeld |
| 125    | Ana Urtioga             | Brazilië               | 75,8170   | 119       | Uitgeschakeld | Uitgeschakeld | Uitgeschakeld | Uitgeschakeld |
| 126    | Lisa Stabback-Lieschke  | Australië              | 75,8000   | 120       | Uitgeschakeld | Uitgeschakeld | Uitgeschakeld | Uitgeschakeld |
| 127    | Monica Kristensson      | Zweden                 | 75,5330   | 123       | Uitgeschakeld | Uitgeschakeld | Uitgeschakeld | Uitgeschakeld |
| 128    | Maria C. Salazar        | Colombia               | 75,4000   | 125       | Uitgeschakeld | Uitgeschakeld | Uitgeschakeld | Uitgeschakeld |
| 129    | Angelique Friebel       | Nederland              | 75,2660   | 126       | Uitgeschakeld | Uitgeschakeld | Uitgeschakeld | Uitgeschakeld |
| 130    | Isabela Rosado-Nunes    | Brazilië               | 74,8670   | 128       | Uitgeschakeld | Uitgeschakeld | Uitgeschakeld | Uitgeschakeld |
| 131    | Marta Tavera            | Mexico                 | 74,5660   | 129       | Uitgeschakeld | Uitgeschakeld | Uitgeschakeld | Uitgeschakeld |
| 132    | Anne-Caroline Mathieu   | Frankrijk              | 74,0000   | 130       | Uitgeschakeld | Uitgeschakeld | Uitgeschakeld | Uitgeschakeld |
| 133    | Claudia Vidali          | Italië                 | 73,7170   | 131       | Uitgeschakeld | Uitgeschakeld | Uitgeschakeld | Uitgeschakeld |
| 134    | Monica Fortuna-Pontes   | Brazilië               | 73,2330   | 133       | Uitgeschakeld | Uitgeschakeld | Uitgeschakeld | Uitgeschakeld |
| 135    | Marta Amoros-Romagosa   | Spanje                 | 73,2000   | 134       | Uitgeschakeld | Uitgeschakeld | Uitgeschakeld | Uitgeschakeld |
| 136    | Sarah Gieger            | Zwitserland            | 73,1500   | 135       | Uitgeschakeld | Uitgeschakeld | Uitgeschakeld | Uitgeschakeld |
| 137    | Maria Jose Cerdo        | Spanje                 | 73,0000   | 136       | Uitgeschakeld | Uitgeschakeld | Uitgeschakeld | Uitgeschakeld |
| 138    | Tracy Dunlap            | Australië              | 72,9330   | 137       | Uitgeschakeld | Uitgeschakeld | Uitgeschakeld | Uitgeschakeld |
| 139    | Alison Willsher         | Australië              | 72,8000   | 138       | Uitgeschakeld | Uitgeschakeld | Uitgeschakeld | Uitgeschakeld |
| 140    | Maria Sol Bernal        | Spanje                 | 72,7830   | 139       | Uitgeschakeld | Uitgeschakeld | Uitgeschakeld | Uitgeschakeld |
| 141    | S. Sahar                | Egypte                 | 72,7830   | 139       | Uitgeschakeld | Uitgeschakeld | Uitgeschakeld | Uitgeschakeld |
| 142    | J. Wang                 | China                  | 72,7170   | 141       | Uitgeschakeld | Uitgeschakeld | Uitgeschakeld | Uitgeschakeld |
| 142    | P. Correa               | Brazilië               | 72,7170   | 141       | Uitgeschakeld | Uitgeschakeld | Uitgeschakeld | Uitgeschakeld |
| 144    | Desire Sandoica         | Spanje                 | 72,6830   | 143       | Uitgeschakeld | Uitgeschakeld | Uitgeschakeld | Uitgeschakeld |
| 144    | Marbiel Solis           | Dominicaanse Republiek | 72,2670   | 144       | Uitgeschakeld | Uitgeschakeld | Uitgeschakeld | Uitgeschakeld |
| 146    | Christine Milne         | Australië              | 72,0670   | 145       | Uitgeschakeld | Uitgeschakeld | Uitgeschakeld | Uitgeschakeld |
| 147    | K. Herdia               | Brazilië               | 72,0330   | 146       | Uitgeschakeld | Uitgeschakeld | Uitgeschakeld | Uitgeschakeld |
| 148    | Margaret Hall           | Australië              | 71,3330   | 147       | Uitgeschakeld | Uitgeschakeld | Uitgeschakeld | Uitgeschakeld |
| 149    | D. Canal                | Dominicaanse Republiek | 71,0670   | 148       | Uitgeschakeld | Uitgeschakeld | Uitgeschakeld | Uitgeschakeld |
| 150    | Margarita Puig          | Spanje                 | 70,3170   | 149       | Uitgeschakeld | Uitgeschakeld | Uitgeschakeld | Uitgeschakeld |
| 151    | Sahar Farouk            | Egypte                 | 70,2000   | 150       | Uitgeschakeld | Uitgeschakeld | Uitgeschakeld | Uitgeschakeld |
| 152    | Ther Jauma-Cayuela      | Spanje                 | 70,0670   | 151       | Uitgeschakeld | Uitgeschakeld | Uitgeschakeld | Uitgeschakeld |
| 153    | M. Martinez             | Spanje                 | 69,1500   | 152       | Uitgeschakeld | Uitgeschakeld | Uitgeschakeld | Uitgeschakeld |
| 154    | Yvette Thuis            | Aruba                  | 66,8840   | 153       | Uitgeschakeld | Uitgeschakeld | Uitgeschakeld | Uitgeschakeld |
| 155    | Dianne Dunstall         | Australië              | 66,8840   | 154       | Uitgeschakeld | Uitgeschakeld | Uitgeschakeld | Uitgeschakeld |
| —      | Ulla Lucenius           | Finland                | DNS       | DNS       | Uitgeschakeld | Uitgeschakeld | Uitgeschakeld | Uitgeschakeld |
| —      | Cristina Ferrucci       | Italië                 | DNS       | DNS       | Uitgeschakeld | Uitgeschakeld | Uitgeschakeld | Uitgeschakeld |
| —      | Lourdes Olivera         | Mexico                 | DNS       | DNS       | Uitgeschakeld | Uitgeschakeld | Uitgeschakeld | Uitgeschakeld |
| —      | S. Fernandez            | Mexico                 | DNS       | DNS       | Uitgeschakeld | Uitgeschakeld | Uitgeschakeld | Uitgeschakeld |